# Comunità montana della Val Cavallina
La Comunità montana della Val Cavallina era una comunità montana della provincia di Bergamo in Lombardia. Con il Decreto Regionale n. 6840 del 26 giugno 2009 è stata fusa con la Comunità montana del Monte Bronzone e Basso Sebino e la Comunità montana Alto Sebino. La nuova Comunità Montana ha preso la denominazione di Comunità montana dei Laghi Bergamaschi (zona omogenea 7) con sede a Lovere.

## Comuni
- Berzo San Fermo
- Bianzano
- Borgo di Terzo
- Casazza
- Cenate Sopra
- Endine Gaiano
- Entratico
- Gaverina Terme
- Grone
- Luzzana
- Monasterolo del Castello
- Ranzanico
- Spinone al Lago
- Trescore Balneario
- Vigano San Martino
- Zandobbio

## Simboli
Con D.P.R. 6 febbraio 2003 venne concesso alla Comunità Montana "Val Cavallina" l'uso di stemma e gonfalone.
Blasonatura stemma:
(D.P.R. 6 febbraio 2003)
Blasonatura gonfalone:
Drappo di bianco.